# Mariä Himmelfahrt (Duisburg)

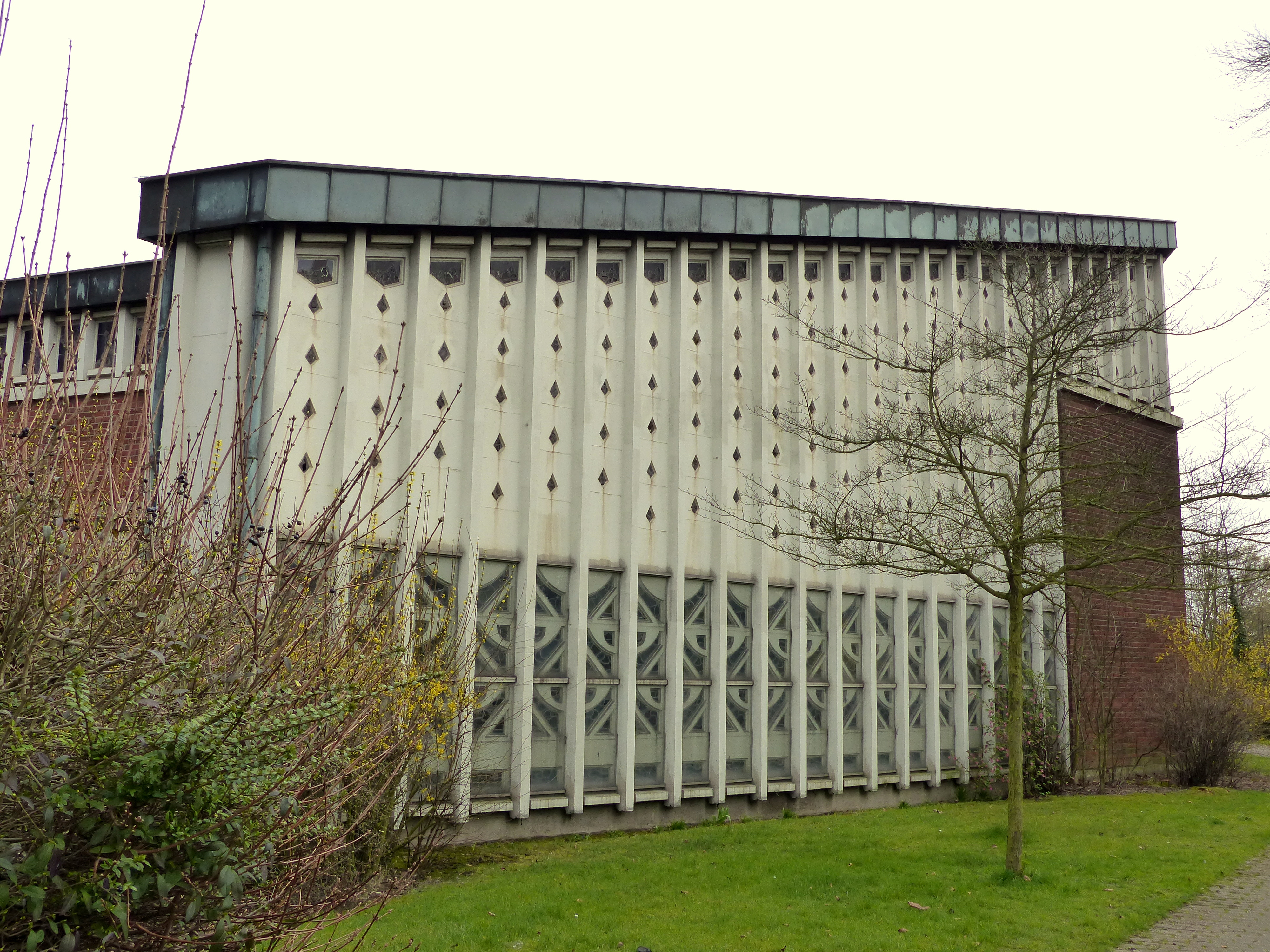
Außenansicht St. Maria Himmelfahrt (2016)

Die Kirche Mariä Himmelfahrt ist eine ehemalige katholische Pfarrkirche an der Mündelheimer Straße 179 in Duisburg-Hüttenheim. Die Kirche im Duisburger Süden wurde 1957–1958 nach Plänen von Fritz Schaller erbaut. Sie steht seit dem 17. September 2007 unter Denkmalschutz. Zuletzt gehörte die Kirche zur Duisburger Pfarrei St. Judas Thaddäus im Stadtdekanat Duisburg des Bistums Essen.

## Duisburger Jazzmessen
Die „Duisburger Jazzmessen“ der Jahre 1964 bis 1967 wurden in Funk und Fernsehen übertragen und dadurch überregional bekannt. Zwei Theologen, ein Pädagoge und ein Kirchenmusiker hatten sich an dieser Kirche zusammengefunden, um den liturgischen Gemeindegesang zu erneuern. Die dem Kirchenchor von Mariä Himmelfahrt  angehörenden Rolf Hucklenbruch, Knud Kalisch, Gerd Lugge (geb. Slodzek) und Horst Ambaum nahmen diese neue Form des Gemeindegesangs begeistert auf und gründeten die duisburger gospelgroup.
Die dritte Jazzmesse zur Osterzeit enthielt das Auszugslied Du, Herr, gabst uns dein festes Wort. Leo Schuhen, Kantor an Mariä Himmelfahrt, hatte auf eine Spiritual-Melodie den Text dieses Wechselgesangs geschrieben. Das Lied ging in den Regionalteil Rheinland – Westfalen – Lippe des Evangelischen Gesangbuchs ein (EG 570).
Die Musiker Rolf Hucklenbruch, Knud Kalisch, Gerd Lugge und Horst Ambaum hatten einen wichtigen Anteil an der Entwicklung moderner Kirchenmusik, die ihren Ursprung in der Hüttenheimer Kirche hatte. Die Gruppe ging deutschlandweit auf Tournee, um Spenden zu sammeln für Friedensdorf International. 1972 löste sich die duisburger gospelgroup auf, weil sie in der Kirche zunehmend auf Widerstand stieß.
Die letzte Messfeier in Mariä Himmelfahrt wurde von der duisburger gospelgroup mitgestaltet, die sich zu diesem Zweck nach 35 Jahren wieder zusammenfand.

## Leerstand und Suche nach neuer Nutzung
Im Januar 2008 feierte die Gemeinde die letzte Messe in der Kirche an der Mündelheimer Straße. Seitdem wird das Kirchengebäude gelegentlich für Konzerte genutzt. Verschiedene Pläne zur Nachnutzung, z. B. durch eine Waldorfschule oder die georgisch-orthodoxe Kirche, sind nicht konkret geworden.
In den Gemeinderäumen der Pfarrei eröffnete der Caritasverband für die Stadt Duisburg im März 2009 ein Begegnungs- und Beratungszentrum für Senioren.